# Gerhardt Hansen
Gerhardt Hans Jacob Hansen (* 9. Juni 1865 in Alluitsup Paa; † unbekannt) war ein grönländischer Landesrat.

## Leben
Gerhardt Hansen wurde 1865 als Sohn des Katecheten Johannes Hansen (1837–1911) und seiner Frau Ellen Dorthe Magdalene Isaksen geboren. Er war der Vater des Landesrats Sophus Hansen (1904–?).
Gerhardt Hansen war als Jäger tätig. Von 1911 bis 1916 war er in der ersten Legislaturperiode Mitglied im südgrönländischen Landesrat.